# 롯데시네마
롯데시네마(영어: Lotte Cinema)는 롯데컬처웍스가 운영하는 복합 상영관 체인이다. 롯데그룹의 대한민국 사업 중 일부이다. 기존에는 롯데쇼핑주식회사 시네마사업본부에서 운영했으나, 2018년 6월부터는 새로 설립된 법인인 롯데컬처웍스에서 운영하고 있다.

## 역사
처음에는 1999년 9월 9일에 설립된 롯데쇼핑(주) 시네마사업본부에서 롯데시네마를 운영하였다. 처음 개관한 롯데시네마 점포는 현재의 경기도 고양시 일산동구 장항동에 있는 롯데백화점 일산점에 위치했던 롯데시네마 일산으로 1999년 10월에 문을 열었으나 이후 영업을 중지하고 롯데백화점 일산점 남쪽 인근의 라페스타관과 통·폐합했다. 2000년 5월 롯데시네마 대전을 시작으로 전국적으로 체인망을 구축하고 있다.
롯데쇼핑(주) 시네마사업본부는 2003년에 영화 투자·배급 사업을 개시해 2004년에는 롯데시네마 명의로 배급했으나, 이듬해인 2005년에 해당 사업에 롯데엔터테인먼트라는 이름을 도입했다.
2018년 6월 1일을 기점으로 롯데쇼핑이 시네마사업본부를 물적분할하는 방식으로 자회사인 롯데컬처웍스 주식회사를 세워 영화 사업을 이관했다.
2025년 5월 8일에 메가박스 운영하는 메가박스중앙이 합병 MOU 체결되었다.

## 적립
L.POINT는 5% 적립된다. 단, OK캐쉬백과 함께 적립할 수 없으며, OK캐쉬백 적립/이용시 L.POINT 적립 불가는 물론 관람 실적에도 반영되지 않는다.
신한카드의 마이신한 포인트 지정 가맹점이다. 비씨카드 탑포인트 및 그린카드 에코머니도 제휴해 왔으나 2016년에 탑포인트/에코머니 제휴가 종료됐다.-->

## 점포 현황
CGV와 메가박스와 달리 대부분 입장권은 풀 컬러 코팅지 티켓으로 나오나, 2013년에 새롭게 오픈한 상영관들과 일부 기존 상영관에서는 영수증화하고 있다. 자동발매기에서 나오는 입장권에 '롯데쇼핑(주)롯데시네마+해당 지점명'으로 찍히면 해당 상영관이 직영관이다. 단. 현장발권으로는 이 명칭을 확인할 수 없다. 위탁관은 해당 위탁 회사명이 찍히고, 파트타임 모집 등에서 해당 위탁 회사가 나온다. 혹은 입장권에 찍혀 나오는 관리 번호가 9번으로 시작하면 위탁관이고, 그 외의 번호로 시작하면 직영관이다.
- 다음은 롯데시네마의 점포현황 목록이다. 진한 글씨는 직영관이다. 2020년 12월 기준 130개점을 운영 중이다.

| 지역           | 점포수 | 점포명 |
| -------------- | ------ | --- |
| 서울특별시     | 24개   | 가산디지털 / 가양 / 강동 / 건대입구 / 김포공항 / 노원 / 도곡 / 독산 / 브로드웨이 / 서울대입구 / 수락산 / 수유 / 신대방 / 신도림 / 신림 / 에비뉴엘 / 영등포 / 용산 / 월드타워 / 은평 / 장안 / 중랑 / 청량리 / 합정 / 홍대입구 |
| 부산광역시     | 11개   | 광복 / 대영 / 동래 / 동부산아울렛 / / 부산명지 / 부산본점 / 사상 / 서면 / 센텀시티 / 오투(부산대) / 프리미엄해운대 |
| 대구광역시     | 8개    | 대구광장 / 대구율하 / 대구현풍 / 동성로 / 상인 / 성서 / 프리미엄만경 / 프리미엄칠곡 |
| 인천광역시     | 5개    | 부평 / 부평역사 / 영종하늘도시 / 인천아시아드 / 인천터미널 |
| 대전광역시     | 3개    | 대전 / 대전관저 / 대전센트럴 |
| 광주광역시     | 4개    | 광주 / 광주광산 / 수완 / 충장로 |
| 울산광역시     | 2개    | 울산 / 울산성남 |
| 경기도         | 40개   | 광교아울렛 / 광명 / 광명아울렛 / 광주터미널 / 구리아울렛 / 동탄 / 라페스타 / 마석 / 별내 / 병점 / 부천 / 부천역 / 북수원 / 산본피트인 / 서수원 / 성남중앙 / 센트럴락 / 송탄 / 수원 / 수지 / 시화 / 안산 / 안산고잔 / 안성 / 안양 / 안양일번가 / 오산 / 용인기흥 / 용인역북 / 위례 / 의정부민락 / 인덕원 / 주엽 / 진접 / 파주운정 / 판교 / 평촌 / 하남미사 / 향남 |
| 강원특별자치도 | 5개    | 남원주 / 동해 / 속초 / 원주무실 / 춘천 |
| 충청북도       | 3개    | 서청주 / 청주용암 / 충주 |
| 충청남도       | 5개    | 당진 / 서산 / 아산터미널 / 천안불당 / 천안청당 |
| 전북특별자치도 | 5개    | 군산몰 / 군산나운 / 익산모현 / 전주 / 전주평화 |
| 경상북도       | 10개   | 경산 / 경주 / 경주황성 / 구미공단 / 상주 / 영주 / 영천 / 포항 / 프리미엄구미센트럴 / 프리미엄안동 |
| 경상남도       | 13개   | 거창 / 김해부원 / 김해아울렛(장유) / 사천 / 마산(합성동) / 양산물금 / 진주엠비씨네 / 진주혁신(롯데몰) / 진해 / 창원 / 통영 / 프리미엄경남대 / 프리미엄진주(중안) |
| 제주특별자치도 | 2개    | 서귀포 / 제주연동 |

## 특별 상영관
- SUPER PLEX G

세계에서 가장 큰 스크린(34m x 13.8m)으로 기네스북에 등재되었으며, Dolby ATMOS 사운드 시스템과 아시아 최초로 4K 쿼드 상영시스템을 갖춘 상영관이다. 월드타워 21관에 적용되어 있다.
- SUPER PLEX

Dolby ATMOS 사운드 시스템과 대형 스크린을 갖춘 상영관이다.
(광복 8~9관 / 수원 1관 / 광명아울렛 1관 / 상인 7관 / 청주용암 6관 / 은평 8관 / 수지 1관)
- SUPER S

(월드타워 / 센텀시티)
- SUPER 4D

다양한 효과를 이용해 실제로 체험할 수 있는 SUPER 4D, 아이들 뿐만 아니라 어른들도 새로운 경험을 즐기실 수 있습니다.
(노원 7관 / 가산디지털 3관 / 청량리 3관 / 김포공항 2관 / 울산 8관 / 서청주 6관 / 수완 6관 / 평촌 3관 / 광복 7관 / 월드타워 19관 / 수원 7관)
- SUPER VIBE

등과 허리부분에 우퍼가 설치되어 영화의 장면에 맞게 작동하여 시각적 즐거움 외에 사운드 진동을 느낄수 있었던 특화 스페셜관이었다. 현재는 모두 역사속으로 사라졌다.
(가산디지털 2관 / 건대입구 5~6관 / 진해 / 울산 / 평촌 7관)
- SUPER SOUND

최고의 퀄리티 사운드를 통해 영화관의 감동을 배로 선사하는 “SUPER SOUND” Auro 3D 입체 음향 시스템과 Dolby Surround 11.1 또는 Dolby ATMOS 사운드 시스템을 통해 영화의 행복한 반란이 시작됩니다.
(월드타워 5, 9, 15, 20관 / 울산 2~3관 / 수완 / 평촌 / 수원 2관)
- CHARLOTTE

최상의 서비스와 최고의 안락함으로 더할 수 없는 감동을 선사하는 곳 샤롯데 고품격 명품 영화관 샤롯데에서 오직 당신만을 위한 감동의 영화가 시작됩니다.
(에비뉴엘(명동) 1관 샤롯데 / 건대입구 1관 샤롯데 / 안산 1관 / 인천 1관 / 광주 1관 / 동성로 1관 / 센텀시티 1관 / 평촌 1관 / 김포공항 1관 / 광복 11관 / 월드타워 1~2관)
- CHARLOTTE PRIVATE

대관 전용 프리미엄 상영관인 'CHARLOTTE PRIVATE(샤롯데 프라이빗)'은 한 차원 다른 CHARLOTTE 서비스는 그대로 도입하되, 소수의 관객이 영화를 관람하기에 최적화된 환경을 갖추고 있습니다.
(월드타워 11관)
- CineFamily

4인, 6인이 함께 앉을 수 있는 소파의자에서 편안하게 영화를 볼 수 있는 상영관이다.
(월드타워 9관)
- CineCouple (월드타워 21관, 부천역, 노원, 신도림, 동래, 부산본점, 충장로, 광복, 향남)

고급스러운 좌석과 편리한 사이드테이블로 여유로운 영화관람을 즐기세요. 최고의 안락함을 준비한 씨네커플이 고객 여러분을 기다립니다.
(노원 6관 / 신도림 5관 / 동래 1관 / 부산본점 1관 / 충장로 7관 / 마산터미널 1~5관 / 해운대 1~10관 / 서산 1~6관 / 합정 2관 / 광복 9관 / 월드타워 21관 / 오투 6관 / 상인 3, 6관 / 의정부민락 3~4관 / 향남 1~2, 4~5관 / 청주용암 5~8관 / 은평)
- CineBiz (월드타워 3~5관, 에비뉴엘(명동), 라페스타(일산), 가산디지털, 광복, 김포공항, 청량리, 대전, 서청주, 울산, 파주아울렛)

스마트 시트, 무대 및 조명 시설과 최상의 프로젝션 시스템으로 기업 강연, 기자 회견, 발표회 등 다양한 행사가 가능한 다용도 상영관
- CineComfort(Recliner)

각도 조절이 가능한 리클라이너, 푹신한 가죽 소파, 손쉬운 작동이 가능한 상영관
(라페스타 4~7관, 제주삼화지구, 제주아라, 사천, 당진, 중랑 1~2관, 용인역북 2~3, 6관, 성남중앙(신흥역) 7, 9관, 수지 3~5관, 대전센트럴 2~3관, 대전관저 2, 4관, 원주무실 7관, 영주 3관, 상주 4관)
- ARTE CLASSIC

색다른 시각의 다채로운 영화를 만날 수 있는 아르떼 예술영화 전용 상영관 아르떼에서 특별하고 개성있는 영화들을 만나세요.
(월드타워 6~7관 / 건대입구 11관 / 신도림 / 주엽 / 부평 / 청주 / 센텀시티)
- ARTE ANI

365일, 어린이부터 어른까지 전 연령대가 좋아하는 애니메이션 및 가족 영화를 선보입니다. 함께 울고 웃는 다시 어른은 다시 아이가 되고, 아이는 영화 속 주인공이 됩니다. 당신의 순수함을 되찾아줄 단 하나의 전용 상영관
(월드타워 12관)
- WINE & Cinema Train (서울역:출발 ~ 영동역:도착)

와인향기와 함께 떠나는 고품격 기차 영화관!

## 사진

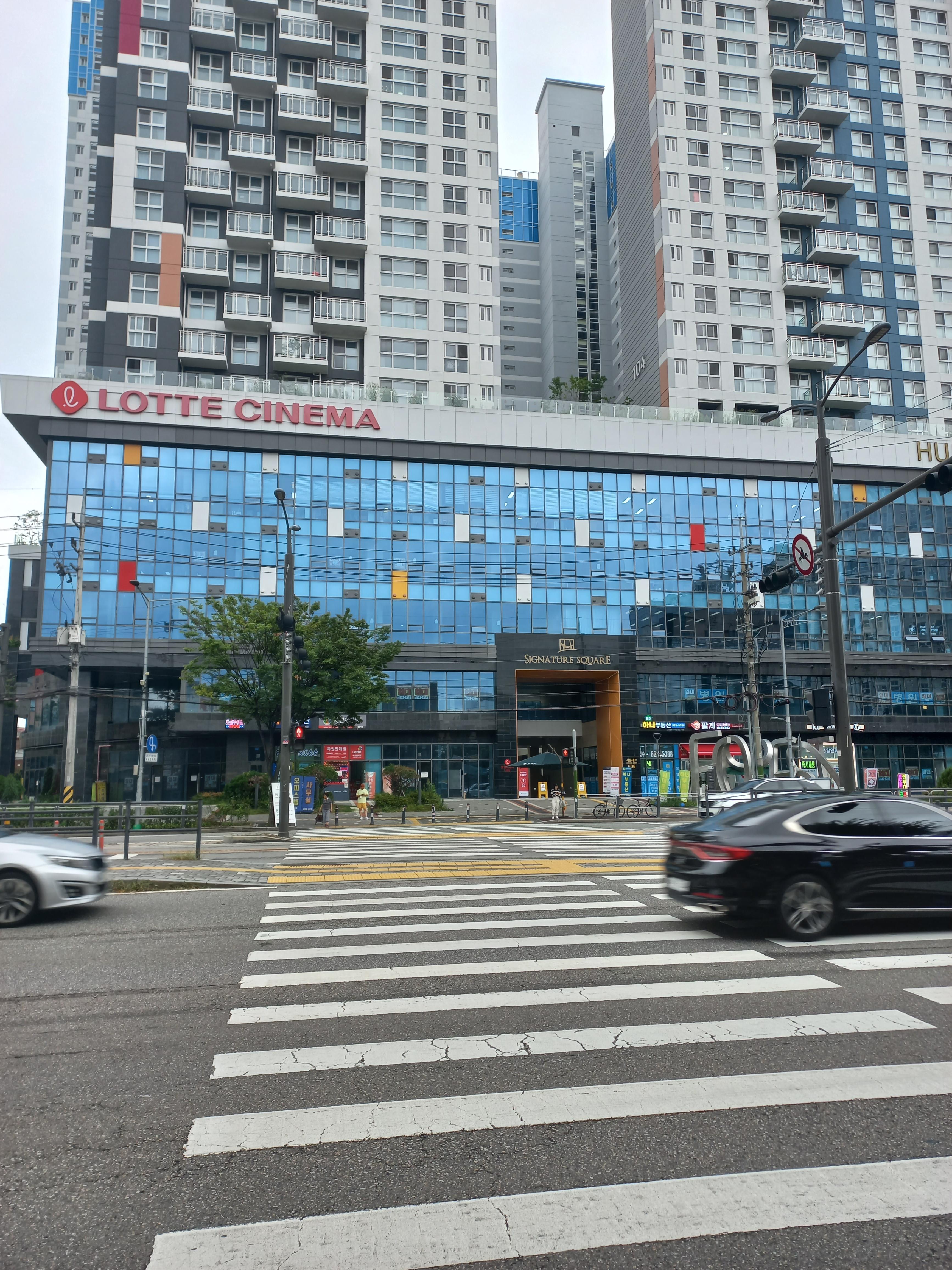
신대방
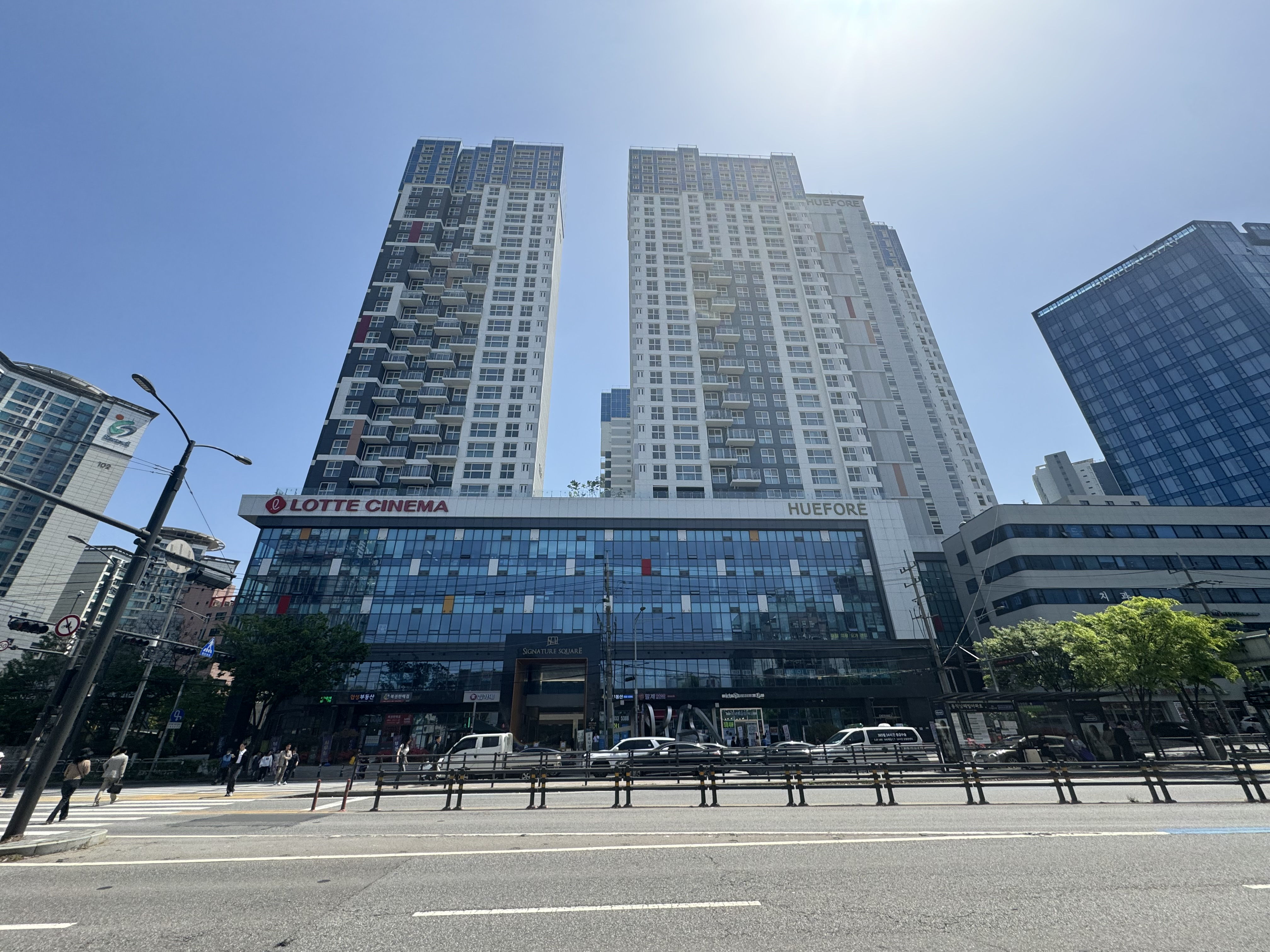
신대방 2

## 같이 보기
- CGV
- 메가박스